# مغرومة (ألبوم)
مغرومة هو أحد ألبومات المطربة نجوى كرم وصدر في عام 1998 وقد احتوى الألبوم على ثمان أغاني.

## الأغاني
1. التوبة	 04:14
2. طلة ملك		05:03
3. عم بيقولوا		04:46
4. غمزه		04:46
5. محسوب علي		05:02
6. مغرومة		04:29
7. نقطه عالسطر		04:45
8. ودعتو		04:09